# Iwan Baan
Iwan Baan est un photographe néerlandais né le 8 février 1975 à Alkmaar, aux Pays-Bas.

## Biographie
Après avoir grandi dans les environs d'Amsterdam, Iwan Baan fait des études de photographie à la Koninklijke Academie van Beeldende Kunsten de La Haye. Puis il fait de la photo documentaire en Europe et à New York.
En 2005, il propose à Rem Koolhaas de couvrir le projet d'OMA de CCTV Headquarters à Pékin. Il a également couvert la construction du stade national de Pékin de Herzog & de Meuron. Depuis, il photographie les bâtiments des architectes Rem Koolhaas, Herzog & de Meuron, SANAA, Morphosis, Frank Gehry, Toyo Ito, Steven Holl, Diller Scofidio + Renfro et Zaha Hadid, etc.
Ses photos sont régulièrement publiées dans The New York Times, Domus, The New Yorker, etc.

## Récompenses
- Premier récipiendaire du prix Julius Shulman, créé en commémoration du 100e anniversaire de la naissance de Julius Shulman.

## Publications
- Florence Sarano et Iwan Baan, Autour du monde, journal d'une année d'architecture. Around the World, Diary of a Year of Architecture, Paris, Archibooks + Sautereau éditeur, 3 mars 2011, 128 p. (ISBN 978-2-35733-137-2 et 2-35733-137-2, EAN 9782357331372)Catalogue de l'exposition d'Iwan Baan à la Villa Noailles du 20 février au 27 mars 2011.